# Rosetta Salomon Swaab
Rosetta Salomon Swaab (Ámsterdam, c. 1759-Arnhem, 1 de enero de 1825), también conocida como Weduwe Kinsbergen (Viuda Kinsbergen) o Rosetta Rachel, y nombrada en algunas fuentes como Roosje Salomon Swaab, fue una artista y empresaria circense holandesa.

## Trayectoria
Nació en Ámsterdam en torno a 1759. Era hija de Betje Goldsmit y Salomon Benjamin Swaab, una familia judía.
Se casó con Lion Kinsbergen, posiblemente en 1777, con quien tuvo al menos 6 hijos. La pareja recorrió ferias y salones de toda Holanda, en los que su marido realizaba números de danza en la cuerda floja y de caballos y en los que al menos cuatro de sus hijos participaron.
Cuando su esposo falleció en 1813, Salomon, continuó los negocios de acrobacia ecuestre en la feria de Ámsterdam. Tenía una carpa de circo en la plaza Botermarkt en la que también actuaban otros artistas. En 1816 se sumaron al espectáculo equilibristas y saltadores.
Falleció en Arnhem el 1 de enero de 1825.